# Bob Franceschini

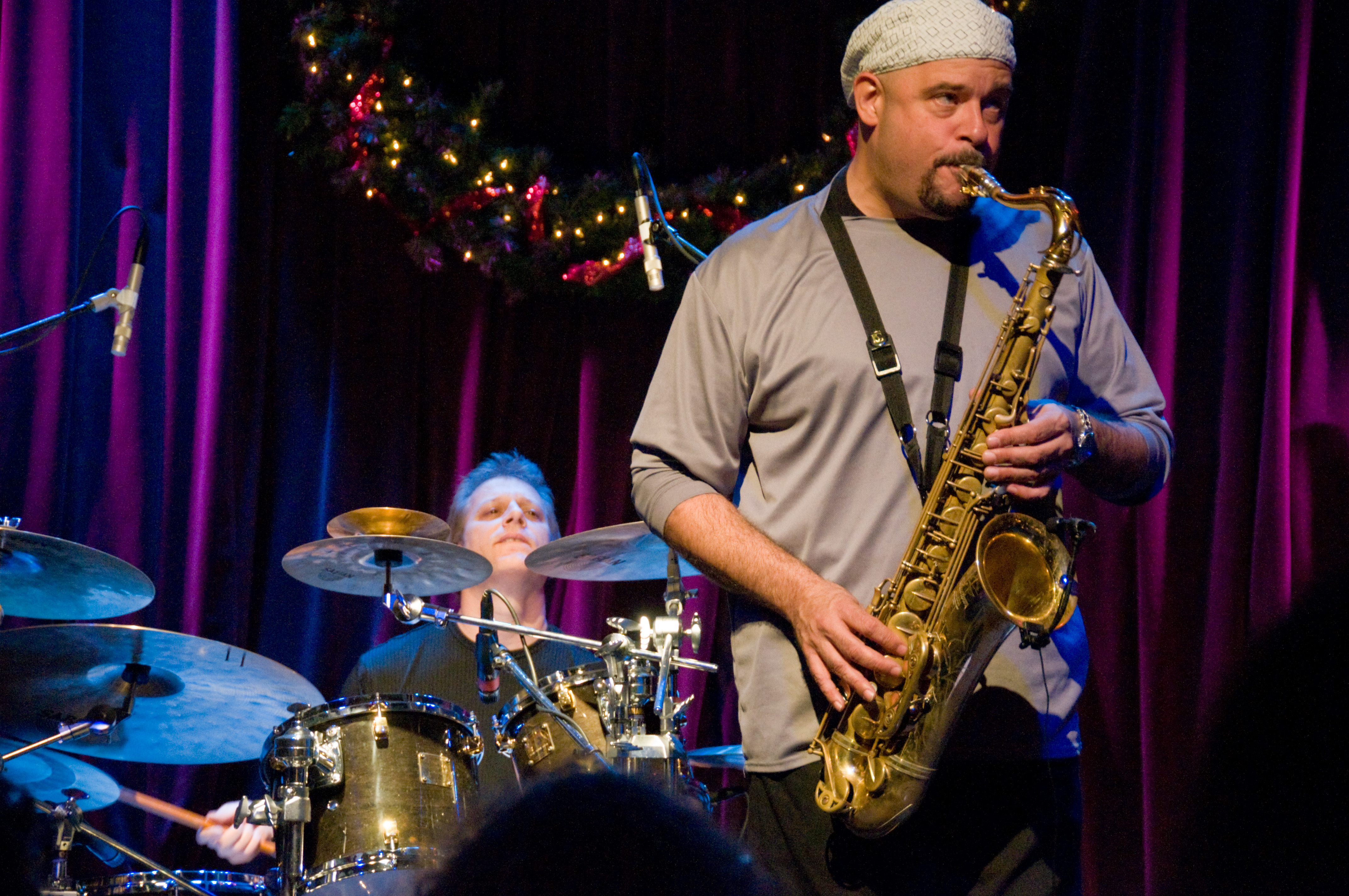
Bob Franceschini met drummer Dave Weckl, in 2007

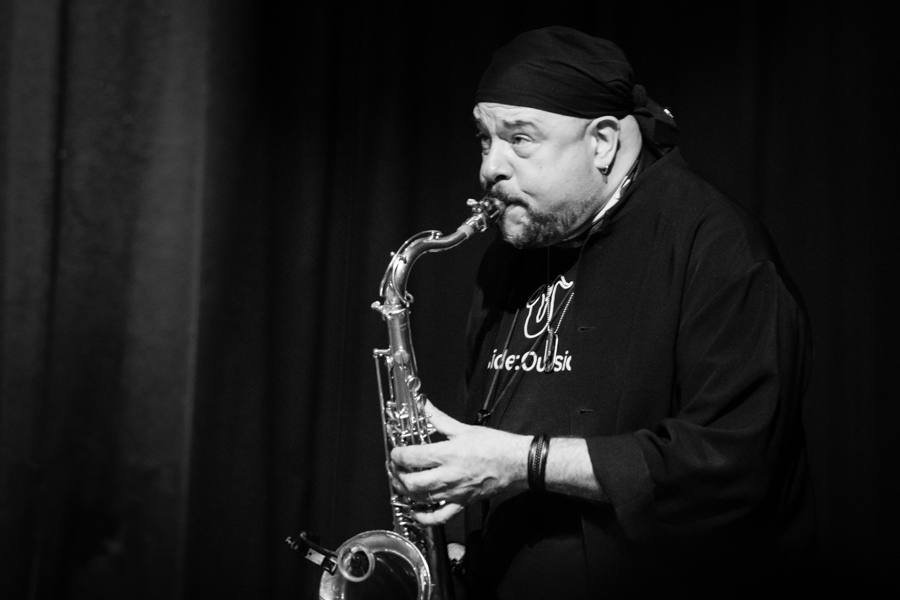
Bob Franceschini (2018)

Bob Franceschini (1961) is een Amerikaanse saxofonist, fluitist, componist en arrangeur. Hij actief in de jazz, Latin jazz en ook popmuziek.
Franceschini heeft gespeeld, getoerd en/of opgenomen met onder meer Mike Stern, Paul Simon, Celine Dion, Tito Puente, BeBe Winans, Ricky Martin, Lionel Richie, Eddie Palmieri, Victor Wooten en vele anderen. Als arrangeur en/of componist was hij actief voor bijvoorbeeld Steven Kroon, Willie Colón, Emmanuel, Bakithi Kumalo, Ralph Irizarry en Horacio "El Negro" Hernández.
- Gemeinsame Normdatei: 134916158
- International Standard Name Identifier: 0000 0001 1936 7038
- Library of Congress Control Number: no99020712
- MusicBrainz: ef3fe5b7-9990-45d6-8ede-c572d1ca5ab0
- Virtual International Authority File: 79853794
- WorldCat: E39PBJfMdr4RFjFjcMhmTwb8G3